# Ataúro

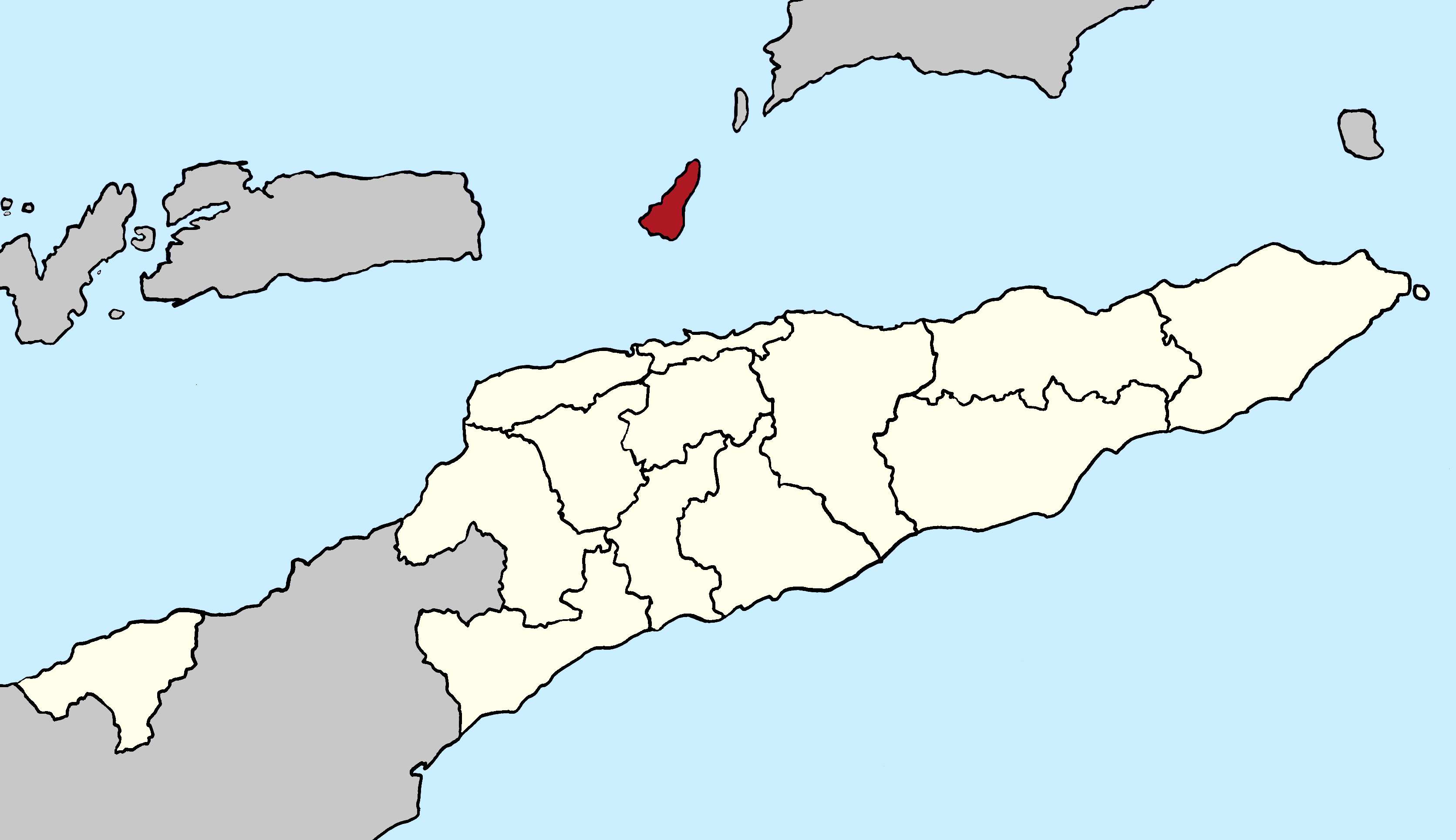
Ataúro situa-se a norte do distrito de Díli

Ataúro (também conhecida como Atauro ou Pulau Atauro, em tétum) é uma pequena ilha e um município timorense, que se localiza a aproximadamente 25 km ao norte de Díli, capital de Timor-Leste, no extinto segmento vulcânico do Arco Interno de Banda, entre as ilhas Indonésias de Alor e Wetar. Administrativamente é um recém-criado município de Timor-Leste desde 1 janeiro de 2022. Ataúro cidade da qual se distancia 24 km através do estreito de Wetar, no mar de Banda.
A ilha apresenta aproximadamente 25 km de extensão por 9 km de largura, o que compreende uma área de cerca de 117 km², habitada por uma população em torno de 10 mil pessoas. A capital do município é o aglomerado urbano de Vila Maumeta.
Ataúro tornou-se o 14º município timorense, foi criado pela Lei Nº 14/2021 de 7 de julho de 2021, que modificou a Lei Nº 11/2009, de 7 de outubro 2009, também conhecida como Lei da Divisão Administrativa do Território. O texto legislativo que criou o município de Ataúro foi aprovado em 31 de maio de 2021, promulgado em 30 de junho de 2021 pelo Parlamento Nacional de Timor-Leste e passou a ter efeitos a partir do dia 1 de janeiro de 2022. 

## Etimologia
Ataúro significa "cabra" no dialeto insular local, mas a ilha é também conhecida como Kambing (Pulau Kambing) pelos Indonésios. A denominação vem em virtude da grande quantidade de cabras que vagueiam por lá.

## História
Veja também: História de Timor-Leste
Colonizada junto com Timor-Leste por Portugal no século XVI, Ataúro foi usada como ilha-prisão logo após a chegada dos portugueses. No tempo do Timor português, a ilha de Ataúro foi colocada com parte do município de Díli. Quando Timor-Leste se tornou independente, houve uma proposta para reorganizar os distritos e fazer de Ataúro uma área autônoma. Entretanto, a autonomia não foi concedida à época, Ataúro só veio a tornar-se um município, quando desmembrou-se de Díli em 1 de janeiro de 2022.
No boletim da Sociedade Geográfica de Lisboa, volume 36, há o seguinte relato sobre a ilha:
Pelo decreto supracitado, foi Ataúro colocada sob a dependência administrativa do concelho de Díli, devendo-se ao ilustre governador, sr. Eduardo Marques, a instalação de seu primeiro posto militar, que se montou em 25 de julho de 1909, no lugar de Beloi (...)
Em 11 de agosto de 1975, quando a UDT organizou um golpe em uma tentativa de interromper a crescente popularidade da Fretilin, o governador português Mário Lemos Pires abandonou Díli e foi para Ataúro, de onde ele mais tarde tentou firmar um acordo entre os dois grupos. Ele foi instado pela Fretilin a voltar e retomar o processo de descolonização, mas ele insistiu que esperava instruções do governo de Lisboa, então com pouco interesse na questão. 
O caos por fim levou à ocupação indonésia. Após décadas de luta, em 20 de maio de 2002, Ataúro se tornou parte do Timor-Leste independente. 

## Geografia

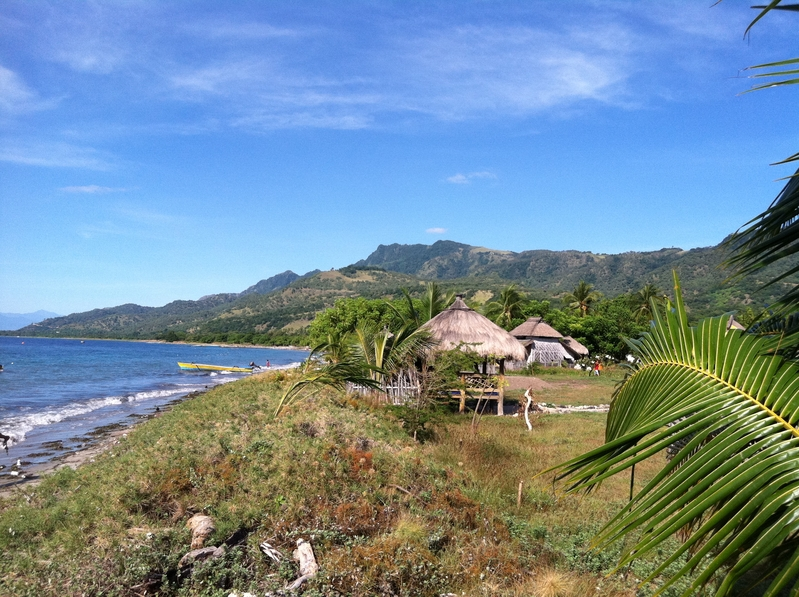
Vista parcial de um trecho da ilha de Ataúro

A ilha é dividida em cinco distritos, cada um com sua respetiva vila: Bikeli e Beloi no norte, Macadade (antes Anartutu) no sudoeste, e Makili e Vila no sudeste, sendo esta última a maior aglomeração. Outros povoados importantes incluem Pala, Uaroana, Arlo, Adara, e Berau. Uma estrada asfaltada liga Vila a Pala, enquanto as outras aglomerações tem estradas de terra que as ligam. Há uma pista de pouso em Ataúro.
O monte Manucoco é o ponto mais alto da ilha, e está a 995 m de altitude. O estreito que separa Ataúro de Timor tem quase quatro mil de profundidade, enquanto que, inversamente, o lado que separa Ataúro de Wetar é muito mais raso. Geólogos da Universidade de Melbourne estão, junto com a Diretoria Timorense de Energia Mineral e Recursos e o Instituto Politécnico de Díli, trabalhando para fazer o primeiro mapa geológico de Ataúro, em parte para melhorar a infraestrutura da ilha, ainda muito carente. 
Ataúro é pequena e instável, tem terreno escarpado e frequentemente sofre em virtude de deslizamentos de terra e carência de água potável, especialmente durante a estação seca. As fontes de água potável estão presentes a aproximadamente 2 km a norte de Berau, com pequenos reservatórios nas proximidades de Macadade e dos declives orientais do Monte Manucoco. Poços de água no litoral suprem água de qualidade ruim para a maior parte das vilas costeiras. Portugal está financiando um novo projeto para melhorar a disponibilidade de água e infraestrutura de distribuição na ilha.
Ataúro apresenta duas estações definidas - chuvosa e seca. A vegetação consiste de florestas de Eucalyptus sp. (o que demonstra uma proximidade com a Australásia), em terrenos íngremes e morros, habitualmente onde pedras calcárias afloram. Já as florestas tropicais se mostram presentes nos vales. A ilha vem sofrendo com extensivo desmatamento desde que Portugal começou a colonizá-la, no começo do século XVI.
Um ferry-boat liga Ataúro à capital do país, Díli, uma vez por semana. A conexão leva em torno de duas horas. O embarcadouro fica em Beloi. Pode-se chegar à ilha também por barcos pesqueiros. Uma pista de pouso e decolagem fica perto de Vila Maumeta. Ataúro tem recentemente se tornado um destino para o ecoturismo, o que tem tornado seus corais conhecidos entre os amantes do mergulho.

## Cultura
Ataúro é algo incomum em Timor-Leste, visto que a maioria dos habitantes de sua parte norte é Protestante, e não Católica. Eles foram evangelizados pela missão da igreja Calvinista neerlandesa de Alor no começo do século XX. Há também alguns protestantes entre a população que vive ao sul da ilha.
O povo de Ataúro fala três dialetos wetarenses, principalmente falados em Wetar e Liran na Indonésia.

## Galeria

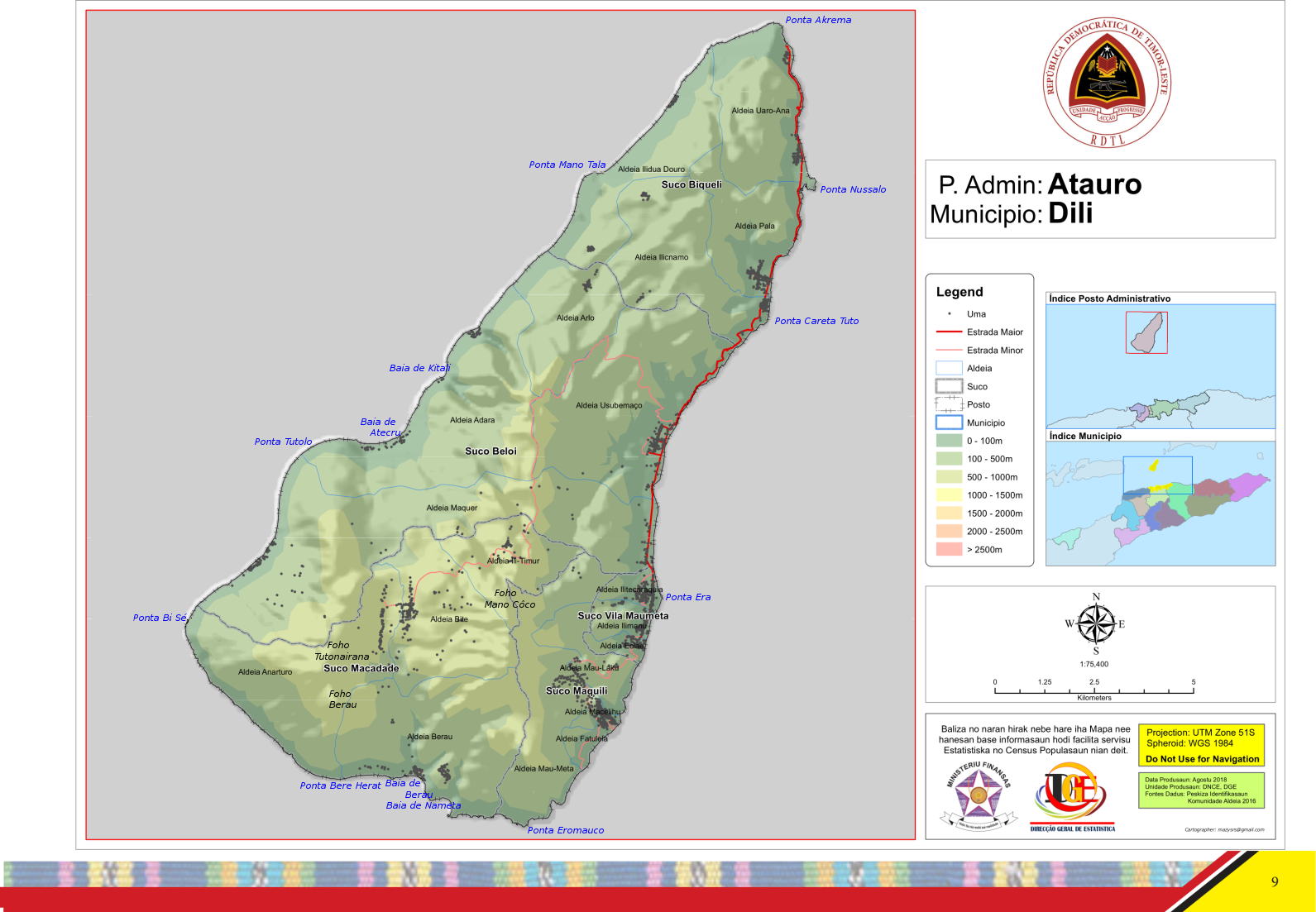
Distribuição das localidades da ilha de Ataúro
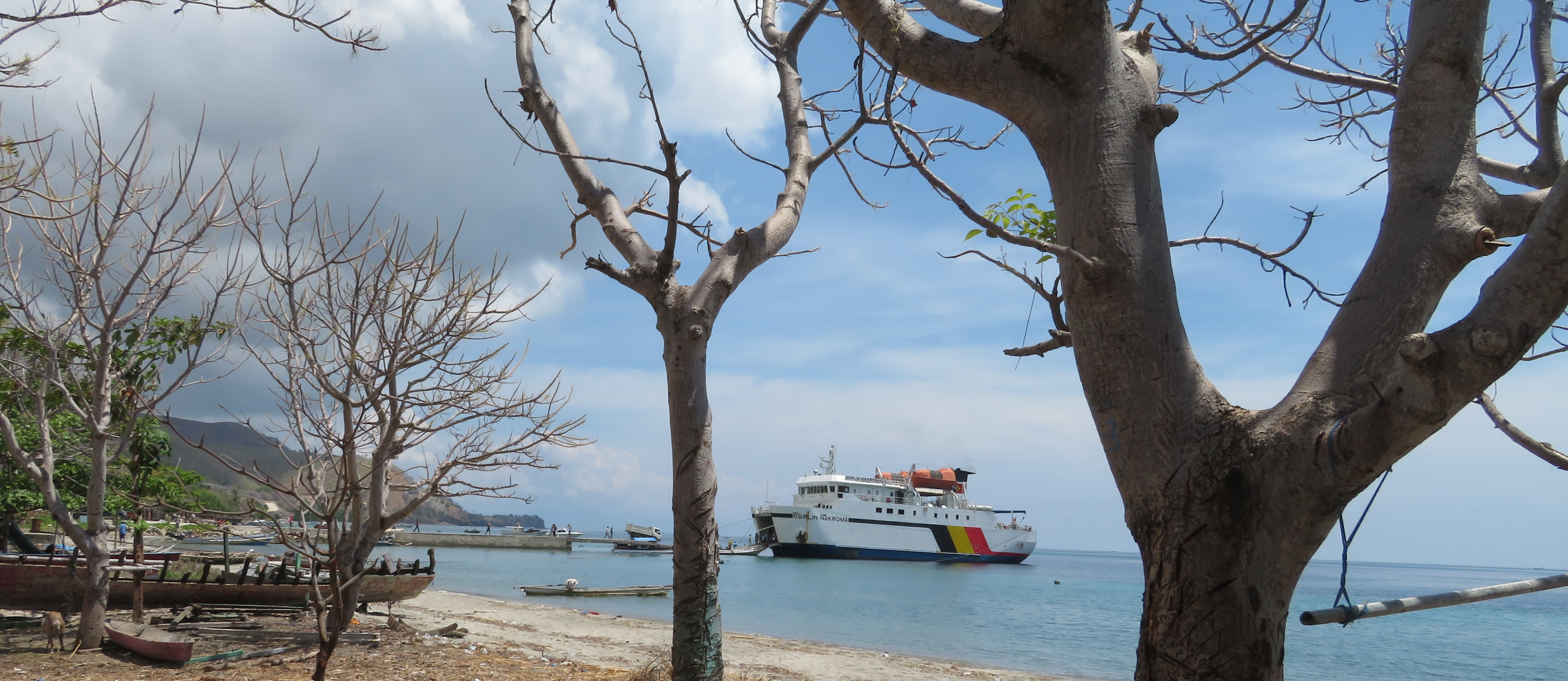
Embarcadouro em Beloi
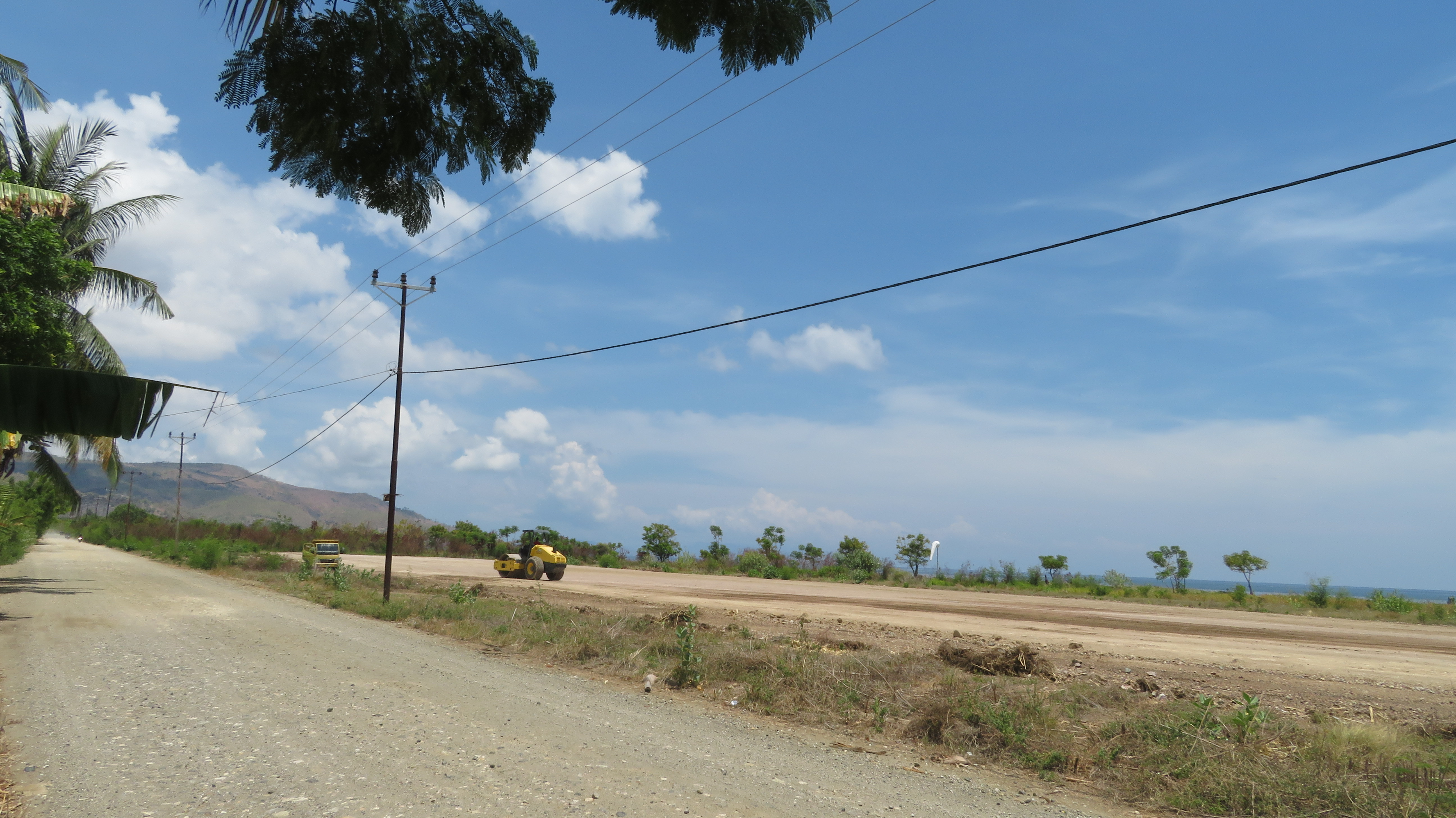
Pista de pouso e decolagem perto de Vila Maumeta
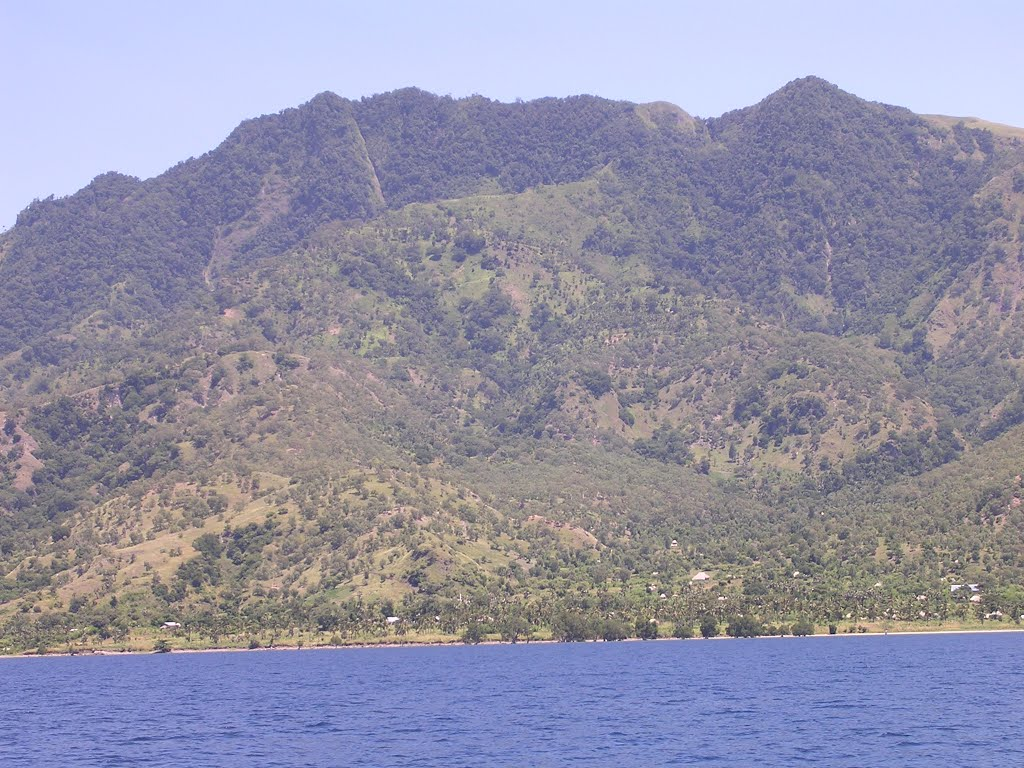
Vista de Manucoco, acima da aglomeração de Vila, a prinipal da ilha
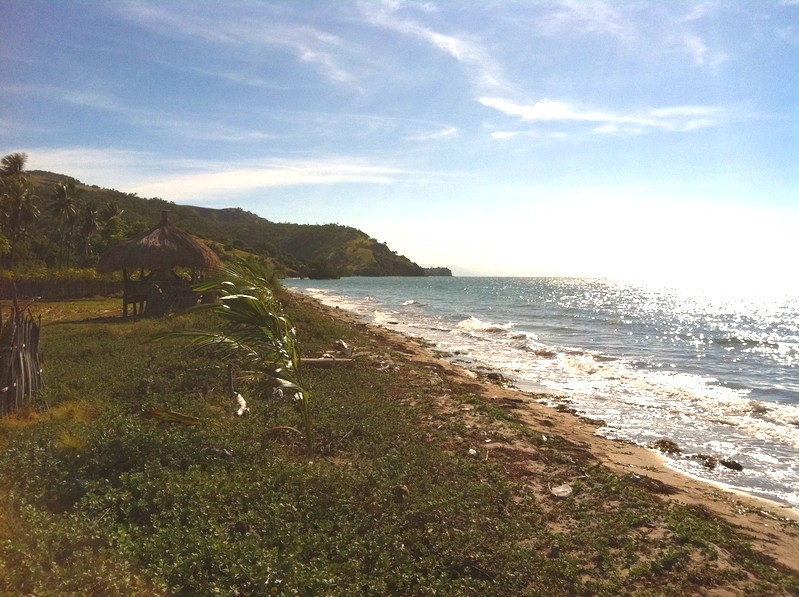
Praia em Ataúro
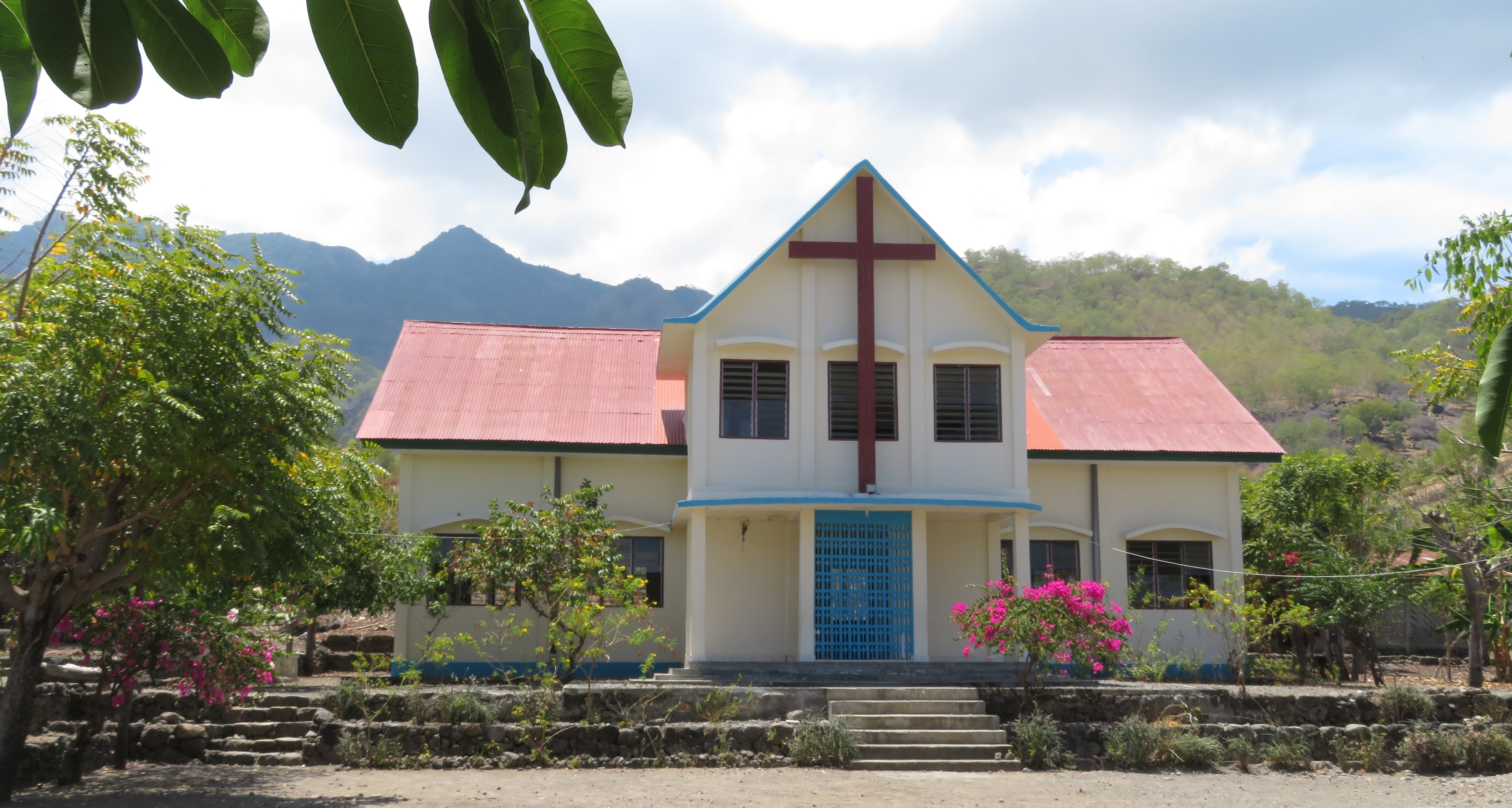
Igreja em Ataúro.